# 阜城街道
阜城街道是中华人民共和国江苏省盐城市阜宁县下辖的一个街道办事处。
2014年4月1日，江苏省人民政府批复同意撤销阜城镇，以原阜城镇新桥、城西、光明、桥北、城北、向阳、林海、东风、新盛、中心、窑桥、条河、兴阜、新丰、顾庄、窑湾等16个居委会和缪黄、北周庄、新港、城东、方黄、杜庄等6个村委会区域设立阜城街道办事处，街道办事处驻缪黄村委会阜羊路88号。
2015年4月16日，盐城市人民政府批复同意将原新城街道办事处城南、崔湾、南苑、孙桥、红心、和平6个居委会和中岗村委会划归阜城街道办事处管辖，阜城街道办事处现辖22个居民委员会，7个村民委员会。

## 行政区划
阜城街道下辖以下村级行政区划单位：
兴阜社区、新盛社区、中心社区、东风社区、林海社区、向阳社区、光明社区、南苑社区、新桥社区、条河社区、窑桥社区、城北社区、城西社区、桥北社区、城南社区、崔湾社区、红心社区、孙桥社区、和平社区、缪黄村、北周庄村、新港村、方黄村、杜庄村、城东村、中岗村、窑湾社区、顾庄社区和新丰社区。